# Gian Piero Ventura
Gian Piero Ventura (phát âm tiếng Ý: [ˈdʒam ˈpjɛːro venˈtuːra]; sinh ngày 14 tháng 1 năm 1948) là huấn luyện viên bóng đá người Ý.
Sự nghiệp thi đấu của ông với tư cách là một tiền vệ đã trải qua ở các giải đấu thấp hơn, không đạt được thành tích tại Sampdoria, nơi ông bắt đầu sự nghiệp huấn luyện của mình với đội trẻ vào năm 1976. Ông ra mắt tại Serie A với Cagliari vào năm 1998, và cũng huấn luyện Udinese, Messina, Bari, Torino và Chievo ở hạng đấu hàng đầu.
Ventura là huấn luyện viên của Đội tuyển bóng đá quốc gia Ý từ năm 2016 đến năm 2017. Ông đã bị sa thải khi họ không thể vượt qua vòng loại FIFA World Cup 2018, lần đầu tiên họ vắng mặt tại giải đấu kể từ năm 1958.

## Huấn luyện viên
- Website chính thức (bằng tiếng Ý)